# ドミニカ共和国のイスラム教
本項目ではドミニカ共和国のイスラム教について記述する。

## 概要
総人口の0.02%に当たる3000人がムスリムと推定されているが、信者数の正確な把握は難しく、統計によってかなりのばらつきがある。人口の大部分はローマ・カトリックを奉じているものの、ムスリムもドミニカ共和国イスラム団やドミニカ共和国イスラムセンター（本部マイアミ）のような国内組織を結成している。イスラム団の試算では、現在のムスリム人口は、多数の改宗者を含め3000人以上に上るとしている。近年、ドミニカ人の改宗者をリーダーとする新たな団体・ドミニカ・イスラム組織が結成された。
イスラム団は首都サントドミンゴにドミニカ共和国初のモスクを建設。国立政治学院やイベロアメリカ大学（UNIBE）から徒歩5分の場所に立地しており、都市周辺のムスリムが気軽に立ち寄っている。土地購入に当たっては地権者と合意を交わし、285万ドミニカペソを費やし建設した。
モスクでは1日5回礼拝（サラート）が行われ、週末になると女性や子供向けにイスラム教関連の講義を提供。また無料の医療相談や、モスクの裏手にあるビル内でConsulta Al-Foutoryという無料薬局を運営している。マスジド・アル・ノールは国内唯一の正規のモスクとして広く知られ、2つのイード、ラマダーン、金曜礼拝、1日5回の礼拝には数多くのムスリムを受け入れている。しかしながら、サン・ペドロ・デ・マコリスの（サン・ホセ・デ・）ロス・リャノス地区にモスクがもう1つあり、改宗したドミニカ系イマームが運営。ロス・リャノスはマスジド・アル・ノールから車で約30分の場所にある。
ムサッラ・アルヒダッヤはサンティアゴ・デ・ロス・カバリェロスで金曜礼拝を行い、ムサラフ・アルナバウィは、東部のプンタ・カナにある観光地ババロで地元や観光で訪れるムスリムの面倒を見ている。

## 歴史

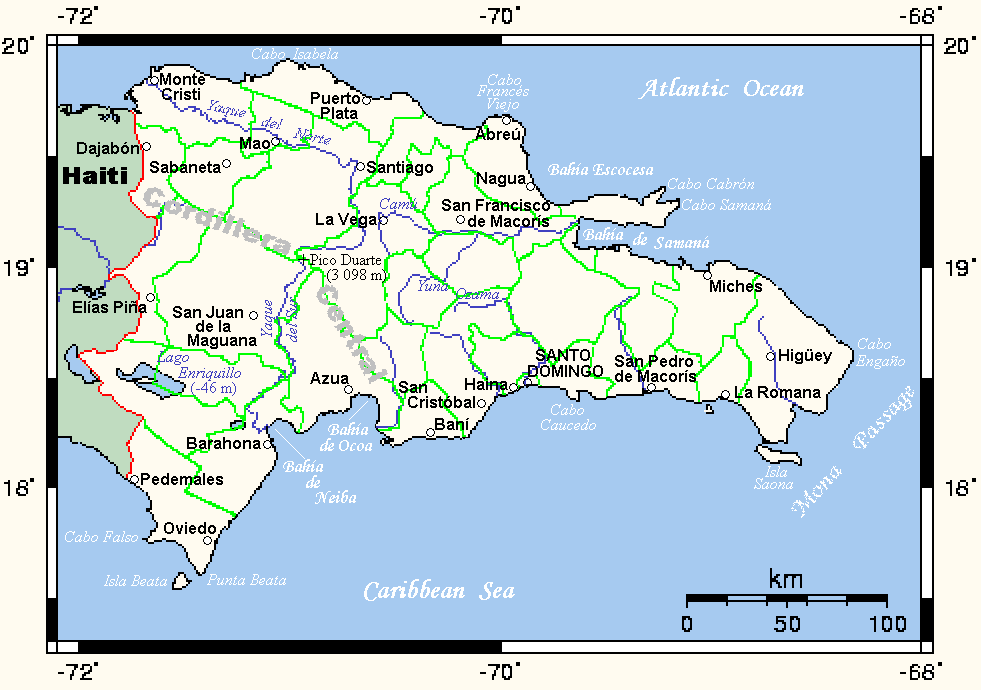
ドミニカ共和国の地図

### 奴隷制
カリブ海及び南米諸国と同様、ドミニカ共和国におけるイスラム教の歴史もアフリカ系奴隷の輸入に始まる。イスパニョーラ島に初めて奴隷が到来したのは1502年であった。クリストファー・コロンブスが同島を発見したのが1492年であるので、10年程度で奴隷制が始まることとなる。奴隷は豊かな古代文化を携え上陸したものの、虐待や強制改宗により本来の文化的アイデンティティや諸宗教を徐々に失ってゆく。
初の抵抗の例は1503年、イスパニョーラ島初代統治者ニコラス・デ・オバンドがイサベル1世に認めた手紙に記録されている。その内容は、ネグロ・ラディーノ、すなわちスペインまたはポルトガルの言語・文化の知識を有するが、しばしばセネガンビアまたはイスラム、あるいはその両方につながりを持つ者の植民地への出荷を差し止めるよう求めたものであった。
デ・オバンドがその前年の1502年4月に到着した時には既に、島内の「ラディーノ」が「インディオの間で醜聞の元となるばかりか、所有者から逃亡した者もおり」、山中にマルーン族の共同体を築いたと記している。

### 1522年奴隷反乱
アメリカ州で初めて記録された大規模な奴隷反乱は、1522年にサントドミンゴで発生した、ジョロフ王国出身のムスリム奴隷の集団によるものであった。暴動を島内全域に拡大させるため、扇動者らが近隣の共同体を回り共謀者を募った結果、集団の人数は2倍になった。暴徒らはなたを手に進撃し、プランテーションの経営者らや家畜の四肢を切断し、「曙光の下での凄惨な行進」を開始した。暴徒が通った跡は、家屋や農園が煌々と燃え上がり、「そこここの空き地に、無防備でいたところを（暴徒らに）見つかった不幸な白人の切断死体が転がっていた」。
同年12月28日には、メルチオル・デ・カストロの牧場に到達する。暴徒らは同地で襲撃することを計画していたと考えられるが、すでにさらなる奇襲を続けることはできなくなっていた。牧場主デ・カストロの指揮下、民兵、志願兵を問わずヨーロッパ人と地元民の混成軍が結成され、アフリカ人暴徒集団を攻撃、反乱を鎮圧したのである。その場で戦死しなかった暴徒も、丘に連行され1週間以内に斬首された。この戦闘で少なくともヨーロッパ人9人を含む15人程度が死亡。ディエゴ・コロンブスは、反乱が早期に鎮圧されていなければ、もっと多くの「キリスト教徒」の生命が失われていただろうと回想している。

## 現況
レバノンやシリア、パレスチナといった中東出身者の他、パキスタンなどインド亜大陸からの移住者が増加。スーフィズムを奉じる者も増える傾向にあり、ドミニカ共和国出生のムスリムに加え、シャーズィリーヤ教団、カディリーヤ教団、タリーカ・アラウィーヤのムリードである外国出身のムスリムもいる。ムスリム人口の増加に関しては正確な数が公式には調査されていないものの、一部資料では5000人から7000人に上るという